# 第3次超級機器人大戰Z
《第3次超級機器人大戰Z》為南夢宮萬代以萬普名義發售的回合制戰略角色扮演遊戲。簡稱「機戰Z3」「SRWZIII」。

「第3次超級機器人大戰Z 天獄篇」的PS3版遊戲封面

本作與《第2次超級機械人大戰Z》（下稱「第2次Z」）一樣是由2部構成。由2014年4月10日發售的前篇《第3次超級機械人大戰Z 時獄篇》（下稱《時獄篇》），與2015年4月2日發售的後篇《第3次超級機械人大戰Z 天獄篇》（下稱《天獄篇》）共2部曲成為Z系列的最終章。
時獄篇的宣傳詞為「突貫吧，永遠的時之牢獄。」 ，天獄篇的宣傳詞為「掃滅吧，無盡的天之獄炎。」

## 概要
以SD比例表現的機器人跨界作品「超級機器人大戰系列」作品之一。是Z系列的第4～5部作品，自《超級機械人大戰Z》（下稱「Z」）、《第2次Z》後終於迎來Z系列的最終章。
2013年12月24日在中發表消息。是系列作中初次在PlayStation 3（PS3）及PlayStation Vita（PS Vita）推出的版權作品。
《時獄篇》的初回限定特典則是系列作第1作《超級機器人大戰》HD重製版，並附有可以用來下載的下載碼。
當初《時獄篇》的PS Vita版由於PS Vita卡的容量等問題，原本預計只推出下載版、之後隨著解決容量的問題並且因為玩家要求而推出實體版。
作為發售在家機上的作品（《超級機器人大戰α》以後），本作是特例能夠使用攜帶機操控的作品、地圖及各關卡任務的演出事實上都是繼受自《第2次Z》。另一方面，從小隊出撃制的再導入及可戰鬥畫面關閉時的演出等點來看、也採用了家用機作品的要素。
《天獄篇》在2014年12月12日「超級機器人大戰 新作發表会」正式發表。《天獄篇》初回封入特典則是作為《時獄篇》外傳，只有Z系列（包含《第2次Z》）原創角色及機體以及天體登場的《第3次超級機器人大戰Z 連獄篇》（全15話），並附有可以用來下載的下載碼。

## 參戰作品

### 時獄篇
★標誌為系列作初參戰作品、☆標誌為家用機初參戰作品、Z標誌為Z系列作中初參戰作品、V標誌為在有配音的機戰作品中初參戰作品。
- 無敵機器人 托萊達G7（無敵ロボ トライダーG7）
- ☆太陽的使者 鐵人28號（太陽の使者 鉄人28号）
- 六神合体（六神合体ゴッドマーズ）
- ☆裝甲騎兵（装甲騎兵ボトムズ）
- ★裝甲騎兵 大決戰（装甲騎兵ボトムズ ビッグバトル）
- ★裝甲騎兵 榮耀的異端（装甲騎兵ボトムズ 赫奕たる異端）
- 超時空世紀（超時空世紀オーガス）
- 機動戰士Z GUNDAM（機動戦士Ζガンダム）
- 機動戰士GUNDAM 逆襲的夏亞（機動戦士ガンダム 逆襲のシャア）
- Z新機動戰記GUNDAM W 無盡的華爾茲（新機動戦記ガンダムW Endless Waltz）
- 機動戰士GUNDAM SEED DESTINY（機動戦士ガンダムSEED DESTINY）
- ☆Z劇場版 機動戰士GUNDAM00 -A wakening of the Trailblazer-（劇場版 機動戦士ガンダム00 -A wakening of the Trailblazer-）
- ★機動戰士GUNDAM UC（機動戦士ガンダムUC）
- Z飛越巔峰（トップをねらえ！）
- 超時空要塞7（マクロス7）
- ☆Macross Dynamite 7（マクロス ダイナマイト7）
- ☆劇場版 超時空要塞F 虛空歌姬（劇場版 マクロスF 〜イツワリノウタヒメ〜）
- ☆劇場版 超時空要塞F 戀離飛翼（劇場版 マクロスF 〜サヨナラノツバサ〜）
- ☆真魔神 衝擊！Z篇（真マジンガー 衝撃！Z編）
- ☆真蓋特機器人 世界最後之日（真(チェンジ!!)ゲッターロボ 世界最後の日）
- ☆地球防衛企業（地球防衛企業ダイ・ガード）
- The Big O（THE ビッグオー）
- ☆ZV驚爆危機（フルメタル・パニック！）
- ☆ZV驚爆危機？校園篇（フルメタル・パニック? ふもっふ）
- ☆ZV驚爆危機！The Second Raid（フルメタル・パニック! The Second Raid）
- ☆獸裝機攻斷空我NOVA（獣装機攻 ダンクーガ ノヴァ）
- ☆天元突破紅蓮螺巖（天元突破グレンラガン）
- ☆劇場版 天元突破紅蓮螺巖 螺巖篇（劇場版 天元突破グレンラガン 螺巖篇）
- ☆ZV福音戰士新劇場版：序（ヱヴァンゲリヲン新劇場版:序）
- ☆ZV福音戰士新劇場版：破（ヱヴァンゲリヲン新劇場版:破）
- ☆Code Geass 反叛的魯路修 R2（コードギアス 反逆のルルーシュR2）
- ★創聖的亞庫艾里翁EVOL（アクエリオンEVOL）

### 天獄篇
- 無敵超人桑波特3（無敵超人ザンボット3）
- 無敵鋼人泰坦3（無敵鋼人ダイターン3）
- 無敵機器人 托萊達G7（無敵ロボ トライダーG7）
- 太陽的使者 鐵人28號（太陽の使者 鉄人28号）
- 六神合体（六神合体ゴッドマーズ）
- 裝甲騎兵（装甲騎兵ボトムズ）
- 裝甲騎兵 大決戰（装甲騎兵ボトムズ ビッグバトル）
- 裝甲騎兵 榮耀的異端（装甲騎兵ボトムズ 赫奕たる異端）
- ★裝甲騎兵 幻影篇（装甲騎兵ボトムズ 幻影篇）
- ★裝甲騎兵 孤影再現（装甲騎兵ボトムズ 孤影再び）
- 超時空世紀（超時空世紀オーガス）
- 機動戰士Z GUNDAM（機動戦士Ζガンダム）
- 機動戰士GUNDAM 逆襲的夏亞（機動戦士ガンダム 逆襲のシャア）
- 機動新世紀GUNDAM X（機動新世紀ガンダムX）
- 新機動戰記GUNDAM W 無盡的華爾茲（新機動戦記ガンダムW Endless Waltz）
- ∀GUNDAM（∀ガンダム）
- 機動戰士GUNDAM SEED DESTINY（機動戦士ガンダムSEED DESTINY）
- 劇場版 機動戰士GUNDAM00 -A wakening of the Trailblazer-（劇場版 機動戦士ガンダム00 -A wakening of the Trailblazer-）
- 機動戰士GUNDAM UC（機動戦士ガンダムUC）
- 飛越巔峰（トップをねらえ！）
- ★飛越巔峰2（トップをねらえ2!）
- 超時空要塞7（マクロス7）
- Macross Dynamite 7（マクロス ダイナマイト7）
- 劇場版 超時空要塞F 虛空歌姬（劇場版 マクロスF 〜イツワリノウタヒメ〜）
- 劇場版 超時空要塞F 戀離飛翼（劇場版 マクロスF 〜サヨナラノツバサ〜）
- 真魔神 衝擊！Z篇（真マジンガー 衝撃！Z編）
- 真蓋特機器人 世界最後之日（真(チェンジ!!)ゲッターロボ 世界最後の日）
- 地球防衛企業（地球防衛企業ダイ・ガード）
- The Big O（THE ビッグオー）
- The Big O second SEASON（THE ビッグオー second SEASON）
- 驚爆危機（フルメタル・パニック！）
- 驚爆危機？校園篇（フルメタル・パニック? ふもっふ）
- 驚爆危機！The Second Raid（フルメタル・パニック! The Second Raid）
- ★驚爆危機（原作小說版）（フルメタル・パニック!（原作小説版））
- 創聖的亞庫艾里翁（創聖のアクエリオン）
- 創聖的亞庫艾里翁EVOL（アクエリオンEVOL）
- 獸裝機攻斷空我NOVA（獣装機攻 ダンクーガ ノヴァ）
- 天元突破紅蓮螺巖（天元突破グレンラガン）
- 劇場版 天元突破紅蓮螺巖 螺巖篇（劇場版 天元突破グレンラガン 螺巖篇）
- 福音戰士新劇場版：序（ヱヴァンゲリヲン新劇場版:序）
- 福音戰士新劇場版：破（ヱヴァンゲリヲン新劇場版:破）
- ★福音戰士新劇場版：Q（ヱヴァンゲリヲン新劇場版:Q）
- Code Geass 反叛的魯路修 R2（コードギアス 反逆のルルーシュR2）
- ★翠星上的加爾岡緹亞（翠星のガルガンティア）

### 解說
時獄篇全32部作品。初參戰作有4部作品。天獄篇則是全44部作品。初參戰作有6部作品。時獄篇中，許多從Z系列第1作《Z》以來就持續參戰的作品被移除掉、反過來第2作《第2次Z》才參戰的作品則繼續留存下來（一部分作品以續集取代）。天獄篇讓時獄篇中移除的作品再度回歸、參戰作品也比再世篇的全40部作品更多，成為系列作中最多作品的一部。
與《第2次Z》一樣由兩部構成，因此像是《機動戰士鋼彈UC》、《福音戰士新劇場版》系列（兩部作品在時獄篇發售時都尚未完結）等，在時獄篇中只重現一部分故事。
《天元突破紅蓮螺巖》在時獄篇中已經涉及到作品故事的尾聲，因此最後關卡中，讓有著銀河以上巨大身體的「天元突破」與玩家隊和敵人全部機體都變成「∞」的尺寸而重新再現故事情節。另外時獄篇中，同作的反派角色安基斯拜爾也成為最後的魔王。
《超時空要塞F》僅有劇場版2部作品參戰，即使角色都是從劇場版登場，但因為與電視版前作都是同一角色、因此角色設定上還是以電視版為主。
天獄篇中，有關《驚爆危機（原作小說版）》則是以動畫版設定為準，動畫中未登場的角色則由原作插畫家四季童子創作出來，並重現在劇本中。

### 封面登場機體

#### 時獄篇
- 紅蓮螺巖（天元突破紅蓮螺巖）
- ARX-7 強弩兵（驚爆危機）
- Evangelion初号機（福音戰士新劇場版）
- 輕型眼鏡鬥犬（裝甲騎兵 大決戰）
- 蜃氣樓（Code Geass 反叛的魯路修 R2）
- 大鐵衛（地球防衞企業）
- Aquarion EVOL（創聖大天使EVOL）
- 獨角獸GUNDAM（獨角獸模式）（機動戰士GUNDAM UC）
- 雷霆王（六神合体）
- 斷空我NOVA MAXGOD（獸裝機攻斷空我NOVA）
- VF-25 彌賽亞（龍捲風背包装備）（劇場版 超時空要塞F 戀離飛翼）
- 真（真蓋特機器人 世界最後之日）

#### 天獄篇
- 鐵甲萬能俠Z（真魔神 衝擊！Z篇）
- （翠星上的加爾岡緹亞）
- 蜃氣樓（Code Geass 反叛的魯路修 R2）
- ARX-7 強弩兵（驚爆危機！The Second Raid）
- Evangelion初号機（福音戰士新劇場版）
- Aquarion EVOL（創聖大天使EVOL）
- 獨角獸GUNDAM（毀滅模式）（機動戰士GUNDAM UC）
- 雷霆王（六神合体）
- 斷空我NOVA MAXGOD（獸裝機攻斷空我NOVA）
- YF-29 杜蘭朵（劇場版 超時空要塞F 戀離飛翼）
- （裝甲騎兵 孤影再現）
- 大鐵衛（地球防衞企業）
- 迪斯努夫（飛越巔峰2）

## 遊戲系統
這裡是本作特有的系統或新追加、變更的系統的解說。
小組戰鬥·系統
與《超級機器人大戰OG系列》的雙重單位系統一樣，由2機組成一隊。雖然可任意切換主要及輔助機體，但與OG系列不同的是無法分離、合流（後述的超銀河紅蓮螺巖是例外）。
小組情緒（Tag Tension）、小組指令（Tag Command）
本作的新系统，只有組成小組的隊伍才能使用的指令，使用時小組情緒必須達到MAX才行。每击坠一队敌人，小组情绪+1。情绪上限为2。用MAP武装击坠敌人不会增加情绪值。
戰術連鎖
當連續擊破敵機時，能夠增加最終傷害值，資金及Z晶片的入手量，但反過來說如果未連鎖時就會重新計算。
D商店
能夠用來購買強化機體或幫助隊伍全體的零件，必須使用「Z晶片」才能購買。
極限爆發（Maximum Break）
與《第2次超級機器人大戰OG》的系統同名，但內容不同。由小組隊伍同時進行攻擊。必須小組情緒到達MAX才能使用。
发动后的攻击相当于自动使用了精神指令【直击】（敌方不能发动任何护罩技能，且本次攻击无视体积差），且参与攻击的人员全部完成攻击后，敌方才会反击。
使用极限爆发时，主副机体都可以使用ALL武器攻击（攻击对象和ALL导致的伤害补正照常计算）；同时，副机体选择的武器可以无视距离和移动使用的限制，
自訂BGM
能將存在在遊戲機的硬碟的MP3檔作為戰鬥時的BGM。舉例來說，就是能將各機體作品使用的原曲作為BGM。
能夠編輯的對象包括「個別機体」、「極限爆發用」、「部隊用」三種類。
天獄篇追加和OE一樣可單一武器自訂BGM，也可將過場劇情時的BGM換成自訂BGM
Z水晶（天獄篇）
本系統其實是時獄篇的強化系統的追加內容版，在D商店追加的新內容中支付Z晶片來換取Z水晶，然後Z水晶的GRADE值會+1，GRADE值每+1就會解鎖新部隊效果，最大為+5。解锁后的效果在战斗中永久有效。

### 原作設定重現系統
以下介绍仅包含本作新出战的作品。关于从前作继续参战的作品，请参考「Z系統」及「第2次Z系統」。
時獄篇&天獄篇共通
NT-D（機動戰士鋼彈 UC）
獨角獸鋼彈（獨角獸模式）搭載的系統，氣力達130時可進入NT-D模式，但只能維持5回合。
电缆供电（福音戰士新劇場版：序／福音戰士新劇場版：破）
EVA机体拥有的技能，每回合回复50点EN。本作的该技能并不会限制机体的移动范围。
A.T.Field（福音戰士新劇場版：序／福音戰士新劇場版：破）
EVA以及使徒的招牌技能。可以无效化3000以下的伤害（使徒侧为5000），且同步率上升时效果加强。但是和原作的设定一样，对EVA及使徒使用的格斗攻击无效。发动时消耗20EN。
暴走（福音戰士新劇場版：序／福音戰士新劇場版：破）
當EVA初號機被擊破時，會自動進入暴走狀態。暴走後會成為第三方敵我不分都發動攻擊。另外战后结算时，即使暴走初号机依然存活，玩家依然需要支付其修理费。
Λ式驅動儀（驚爆危機）
ARX-7 強弩兵搭載的系統，氣力130以上時就能發動。
隨著氣力上昇，機体的「照準値」「運動性」「裝甲値」都會一併上昇，最終傷害值會跟著補正。
另外還能使用減輕500損害值的防護罩「Λ式驅動儀」。使用時要消費10EN、氣力每上昇10，就能跟著減少100的損害。
ECS（驚爆危機）
M9 Gernsback、ARX-7 強弩兵搭載的系統。能得到電磁迷彩系統的效果。
跟過去登場參戰過的《超級機器人大戰J》、《超級機器人大戰W》中的「分身」一樣效果的特殊能力。但本作中，效果变更为：在地圖登場的回合，自动發動精神指令的「必閃」「鬥志」「突撃」的效果。
元素能力（創聖機械天使EVOL）
創聖機械天使的元素們（駕駛員）各自持有的超能力。所有人的能力都只在本人做主驾驶员时对本机有效，但在习得ACE后这个限制会取消，且扩展为对全小队有效（除少数例外）。
重力干涉
阿瑪塔·空為主駕駛員氣力130以上時，機体可以得到移動方式的「空」。全部武器地形適應的「空」會成為A、移動力會加1。
衝撃力
潔希卡·王為主駕駛員氣力130以上時，傷害值增加1.05倍。
绝望预知
凱炎·玲白為主駕駛員氣力130以上時，最终命中率，最终回避率，以及暴击率上升15%。
維繫
御子乃·玲白為主駕駛員氣力130以上時，每回合回复5点SP。
挖洞力
安迪·W·霍爾為主駕駛員氣力130以上時，追加移动类型【地中】，且全武器获得【贯穿护罩】效果。
精神演奏
修雷特為主駕駛員氣力130以上時，自隊和鄰接隊伍獲得各能力值+5，最大+10。ACE時最大+20
脆弱力
諸井為主駕駛員氣力130以上時，全武器获得【装甲下降】效果。
空间填补
MIX為主駕駛員氣力130以上時，机体获得【HP回复（小）】以及【EN回复（小）】。
光学透过
柚叶為主駕駛員氣力130以上時，机体获得【分身】（发动几率50%）。
腐食力
山茶花為主駕駛員氣力130以上，我方回合开始时，周围5格内全部敌人气力-2。ACE时有效范围+1格。
传送
克蕾雅為主駕駛員氣力130以上時，移动力+1，本小队以传送方式移动（无视障碍物且移动力不因地形降低）。ACE后每回合开始，我方全员气力+2。
斷絕
基恩為主駕駛員氣力130以上時，获得降低1000伤害的护罩。ACE时变为降低1500伤害。
逆转
神乐為主駕駛員氣力130以上時，【反击（Counter）】技能发动几率+50%。ACE时反击伤害变为1.1倍。
元素系統（創聖機械天使EVOL）
創聖機械天使的元素們的氣力超過130時、駕駛的3名的駕駛員的能力都會變成最高的數值。
如果在发动了这个技能后变形，那么无论新形态的主驾驶员气力是否足够，这个技能都会持续发动。
E交換（創聖機械天使EVOL）
「元素（Elemental）交換」的簡稱。Aquarion EVOL另外能變身成Aquarion Spada、Aquarion Gepard，機體能透過更換頭部（主要駕駛員）交換模式。出撃時的頭部都是固定的（EVOL：阿瑪塔、Gepard：凱炎、Spada：潔希卡），並且能使用指令「E交換」自由交換各機体登錄的元素成員。但只有EVOL是阿瑪塔專用而無法取代。
與《Z》、《第2次Z》參戰的《創聖機械天使》不同的是，本机的武器是固定的，且在发动过程中会自动换为可以发动的成员，因此无论平时使用什么样的元素组合都可以使用全部武器。而相应的，在剧情导致某個元素脫離等無人的場合中，會造成無法使用特定武裝的問題。
Gepard和Spada的元素成員們，虽然拥有不同的精神指令，在各自的位置上却能够共用經驗値、氣力、以及精神点数；已经使用的精神指令效果在换人后也会保留。但撃墜數及PP則是各元素各自分開計算、因此在駕駛員養成中會無法養成有關精神值的技能。
超銀河紅蓮螺巖的合體（天元突破紅蓮螺巖）
《時獄篇》終盤加入的超銀河大紅蓮戰艦，在紅蓮螺巖的駕駛西蒙氣力到達一定値以上就能一同合體成超銀河紅蓮螺巖。合体後因為會被當作戰艦、因此與紅蓮螺巖組隊的小隊就會強制分離並且變成單一單位。
GAI模式（原創）
GAI意思為Glitter Armament Infinity（无限闪耀武装），但天狱中指出其真正意义为“骸”，即没有灵魂（天体）的身体。
當主角氣力達140時，傑尼歐可变身为傑尼歐·GAI形态。
尚未擊敗卡德萊特奪取天體前只有限制1回合的時間，1回合過後便自動變回傑尼歐，後期擊敗卡德萊特，成為新任天體「互相敵視的雙子之天體（いがみ合うの双子のスフィア）」持有者後取消限制從1回合變為能永久發動。
天狱篇剧情觉醒天体第三阶段后变为120气力即可启动。
天体能力（原创）
天体能力（スフィア・アクト）指天体的觉醒达到一定程度时会获得本能力。因为不同天体的特质可产生不同的效果。
时狱篇中卡德莱特和尸空可以发动本能力。天狱篇中所有登场的天体持有者（包括我方都可以发动该能力）
反目的双子 - 卡德莱特
130气力以上发动。每回合开始时全体敌人气力-3
沉默的巨蟹 - 尸空
140气力以上发动。自身10格以内的全部敌人，在每回合开始时无法回复SP（无论是自动的5点或是特殊能力）
纵欲的金牛 - 艾露娜露娜（斯特劳斯）
140气力以上发动。自身10格以内的全部敌人，回合开始时EN-40。
怨嗟的魔蝎 - 巴尔比耶尔
140气力以上发动。自身10格以内的敌人，在回合开始时受到【装甲DOWN】的效果，持续一回合。
不屈的射手 - 皇帝 奥斯特利斯
140气力以上发动。自身10格以内的敌人，造成的伤害变为0.9倍。
负伤的狮子 - 兰德
150气力以上发动。战斗结束为止，我方全体成员防御+10。
悲伤的处女 - 节子
150气力以上发动。战斗结束为止，我方全体成员回避+10。
摇动的天秤 - 克劳
150气力以上发动。战斗结束为止，我方全体成员命中+10。
反目的双子 - 响
150气力以上发动。战斗结束为止，我方全体成员技量+10。
天獄篇
戰鬥模式（勇往直前2）
諾諾平時以駕駛EVO-4的機體來參戰，但氣力值達到130時將出現「戰鬥模式」的額外指令，使用後諾諾將變化為戰鬥模式，機體名及駕駛名將變為Buster Machine7號（バスターマシン7号），指令一旦使用後到關卡結束前都不會變回原來的樣子。
Topless的固有能力（勇往直前2）
超能力者擁有的固有能力
遠距離操作
尼可拉斯·班塞隆在氣力130以上時，會出現「遠距離操作」的新指令，使用後將犧牲自己本回合行動的機會，使一隊連接在身邊的隊伍從待機中恢復。
精神感應
琪可·賽琰斯在氣力140以上時，會出現「精神感應」的新指令，一回合一次使用後可選擇地圖上的任一隊伍附加上精神效果「必中」、「必閃」，並且使用時不會犧牲本回合行動的機會
物質傳送
拉璐可·梅魯克·瑪爾可無論氣力多少時皆可使用額外指令「物質傳送」，效果為一關卡只能使用1次，對自己的機體迪斯努夫使用強化零件「修復組件（HP回復6000）」、「能源組件（EN回復250）」、「彈匣組件（彈藥全回復）」選擇其中1種使用，另外以上的強化零件無論有沒有入手或迪斯努夫身上有沒有裝備皆可使用此指令。

## 用語
大時空震動
本系列中，引致多元世界誕生的事件。

### 時獄篇&天獄篇共通
天體
关于對天體的描述，请参考「Z用語」以及「第2次Z用語」。貫穿機戰Z系列原創主線的線索，也是阿薩基姆·杜溫到處搜求的神秘物體。共有12個，分別對應黃道十二星座。
於本作《時獄篇》中，有卡德萊特·梅歐薩姆的 「互相敵視的"雙子"」以及尸空「沉默的"巨蟹"」兩個新的天體，截至目前《時獄篇》為止已有8個天體登場。於《天獄篇》中12個天體已全部登場。
互相敵視的"雙子"
本作的主要剧情线索之一。由相互对立却同样强烈的两种情感活性化。因此，被代表“谎言”的虚伪的"黑羊"天体所克制。
卡德莱特手中的会导致周围人群的情绪被反转为对立的情绪，如希望会变为绝望，热情会变为冷漠，等等。但天狱篇揭示，其真正能力是“与万物的意志同调”，进入第三阶段的条件则是对自身冲突的超越'。。因此发动后，所有人都可以与其搭乘的机体更好的结合（游戏表现为技量上升）
共鸣条件为维持自身心中的冲突。因此要求持有者必须同时持有两种对立的情感，且不断的处于矛盾中。一旦其中一种压倒另一种导致矛盾消失，双子天体就会立即失去力量。因此被能够制造谎言，伪装自己情感的伪装的黑羊所克制。
因为双子天体是十二天体中唯一需要两种情感来发动的，因此其对立的特征可以说是“源理之力”的表现。也因此，它拥有统合十二天体的能力。
沉默的"巨蟹"
代表“虚无”的天体。因为其特性，所以只有本身处在生与死的缝隙中的“鬼宿”一族可以使用。
力量的来源是“虚无”以及对感情的抑制，由此能够产生让万物静止死亡的效果。因此，和代表不屈生命力，能够激起人们对生命的希望的“摇动的天秤”相性极差，互为死敌。
持有者为“鬼宿”的族长尸空。
縱慾的"金牛"
代表“欲望”的天体。发动时可以对周围造成巨大的痛苦，因此与依靠承受痛苦而产生力量的“负伤的狮子”有着相当不错的共鸣效果。
作为武器使用时有着强大的动力。
持有者为战斗集团“海亚迪斯”的领导者艾露娜露娜。
怨嗟的"魔蠍"
代表“憎恶”的天体。因此，与可以将憎恶转化为悲伤，从而抚平他人内心痛苦的“悲伤的处女”属于死敌。
有着制造猛毒（实质上是纳米机械）的能力。可以通过其毒性影响他人的状态，包括造成身体伤害，放大内心的负面情感，以及进行精神控制等等。受到其毒性控制的人在特定状态下可以代替共鸣者本人驾驶机体。
持有者为巴尔比埃尔·毒针。这个名字是身为天蝎天体持有者的洗礼名，其本名不明。
因为爱憎是一体两面，所以要将该天体的力量发挥到最大，强烈的“爱”的情感也是必不可少的。
不屈的"射手"
代表“反抗”的天体。以对于压迫的反抗而活性化。
持有者为皇帝·奥斯特利乌斯，也就是次元将·维尔达克。他为了反抗御使的统治，击败了该天体的上一任拥有者，并成功与之共鸣。
夢見的"雙魚"
为阿萨基姆持有的第一个天体。
其他信息一切不明。

### 時獄篇
新世時空震動
本作時獄篇中開始時多元世界規模的時空震動，由《Z》的舞台「UCW」及《第2次Z》的舞台「ADW」所產生的新多元世界。使用的年號為「新多元世紀」。
Z-BLUE
本作主角的部隊的默認名稱，全寫為Z BUSTERS LINK UNIVERSE & EARTH。Z是代表無論任何情況都不退縮，與第一作《Z》的部隊ZEUTH一樣。
第二新東京市
初期登場的學園都市，響、宗介等其他人就讀的陣代高中以及華太和正太郎就讀小學的所在地
第三新東京市
《福音戰士新劇場版》登場的城市。對使徒專用迎擊要塞城市，NERV的本部

灣岸地區發生時空震動後出現的區域。《創聖機械天使EVOL》的聖天使學園為中心半徑一千公頃被轉移，之後以的名稱編入日本行政區域
時獄戰役
以地球為舞台，並於新多元世紀0001年4月10日發生，經七個月的世界戰爭後，到同年11月11日結束

### 天獄篇
藍之地球
新世時空震動所誕生出的二個地球中的一個。從宇宙來看是藍色，等同於ACW世界
綠之地球
新世時空震動所誕生出的二個地球中的一個。從宇宙來看是綠色，等同於UCW世界
新地球皇國
恆星占領藍星75%的領地後在俄羅斯建立為首都
並以新地球皇國名義支配領地

## 本作角色
在時獄篇中主角固定為（神代響）（主角名可更改），機體則是傑尼歐（機體名無法更改）。和之前的作品一樣（《第4次》、《F》、《F完結編》、α系列、前作《Z》、《第2次Z》），生日、血型也都能變更，並且透過生日和血型的組合來決定所擁有的精神指令。前期到達一定話數後可更改部隊名（默認名稱為Z-BLUE）。

### DEM
神代響（CV：村上龍）
男主角，乘機為傑尼歐（ジェニオン） 。
挺意外是野外救生專家，擅長截拳道（據他所說是已亡故的父親所教的）。
在網路上所使用的ID為「騎士」，對超自然現象頗有研究。知道很多关于神话传说的冷门知识。
陣代高中二年級生，後也擔任陣代高中義工社的副社長。
登上杰尼昂后，由于不明的原因获得了加速（Boost Up）能力（天狱篇解释是因为碰到了黑色英知的碎片）。发动后全身会变为蓝色，且在大约10秒内的时间里可以用常人10倍的速度行动，但之后必须休息大约一小时才能再次使用。另外，在能使用加速能力的时候，可以无视空间的阻碍直接召唤杰尼昂出现，但使用能力后就不行了。
一只眼睛是血塗之眼，似乎只要受到次元力或者天體共鳴者的影響眼睛會自動染成紅色。（天狱篇解释，这是因为亞德凡特在他脑中设下防御罩，因此才可以部分抵挡高次元生命的威胁）。
除母親外，父親與姊姊都死于数年前的一次神秘屠杀，血涂之眼也是在当时觉醒的，其母雖非死於該次屠殺，但仍與“天使”關聯。对于当时的杀手留下的唯一的印象就是“天使”一词。从此一直致力于追查凶手的下落，对神话传说的研究也是由此开始。故事中期确认卡德莱特与“天使”有直接关系。天獄篇發現卡德萊特與血塗之眼並無直接關連，真正凶手是亞德凡特。
时狱篇後期從卡德萊特身上奪取雙子天體並擊敗卡德萊特，成為新任天體「互相敵視的雙子之天體（いがみ合うの双子のスフィア）」持有者。发动天体的因素是“绝望与希望”。
在天狱篇中成功觉醒天体的第三阶段。但因此而对自己本身产生恐惧。
虽然从头到尾没有明确表示对西条凉音的看法，但却对其他男人对她的接触表现出强烈的不愉快。同时，在许多场合明确表示过“凉音老师是无论如何也要保护的人”。
天狱篇结尾和凉音一起踏上游历多元世界的旅程。
專用BGM為、（過場劇情時）、（傑尼歐·GAI）、（傑米尼歐·雷）
其他譯名：神代響
西条涼音（CV：柚木涼香）
女主角，傑尼歐的副駕駛，同時也是分發到陣代高中的教育實習老師與義工社的顧問。
因為學校中姓西條的老師很多，因此她希望學生稱呼自己為「涼音老師」。
其實也喜歡研究超自然現象，因為注意到響的小論文用字遣詞與她經常去的論壇上的網友「騎士」相似而開始注意到響。
知道蹦太君的話語。
有著雙重人格。正常时是一个知书达理温文尔雅的淑女，但有时会变为冷酷成熟的另一人格。本人並不知情自己有雙重人格這件事（利迪說是壓力，但是根據修雷特說法是本性）。
变为另一人格的时候一般是在涉及天体，次元力或平行世界的时候，或者是感到极端不安的时候（比如对响的行为感到吃醋）。天狱篇揭示另一人格的名字为安布里耶尔。
天獄篇中期因巴尔比耶尔的猛毒而使第二人格取代主人格而成為敵人。後來因为響同时接受了自己的两个人格而决定回歸。之后立刻被亞德凡特所杀，但響与在场的剩下十一个天体的拥有着一起否定了这一事实，而使时间逆转，凉音因此得救。回归后主人格回复为之前的主人格。
和响之间的感情超过师生的界限，但本人对此表现的异常保守。天狱篇回归后似乎打开了心扉，开始对响展开强烈的主动攻势。据本人所言，原来表现保守的主要原因是担心自己年龄比响大。
时狱篇中隐约提到其似乎是从其他的平行世界来到这个世界的。天狱篇揭示真正身份為平行世界的其中一個，同时也是双子天体及杰尼昂的预定使用者。
天狱篇结尾意识到响想独自冒險，于是在最后一刻追了上去。之后两人一起踏上游历多元世界的旅程。
AG（CV：平川大輔（天獄篇））
DEM公司的代理機器人，在母艦開設D商店做起生意
随着杰尼昂一起出现，背景，目的等一切不明。自称是“售后服务”。
擔當Z-BLUE的心理諮詢師（大多是虧同伴居多），同時擔任祝福ACE的要員。
虽是机器人却拥有远超机器人，几乎可以说是和人类同等的情感。平时表现的疯疯癫癫，但似乎知道很多事情，在许多关键时刻曾经发表过各种谜样的评价。不过它从来不谈论关于自己的事情，一切都以“公司机密”带过。
真正身份為無數平行世界的人格集合體，以（《Z》最终BOSS）和（《第2次Z》我方最主要的支持者）为主要人格。目的是为了引导我方。DEM公司也是其伪造的名称，实际并不存在。
拥有的强制催眠能力，可以通过关键字强制控制对方。本作中该能力成为了对抗御使及真化成功的关键。
表露真身后並向Z-BLUE說明整件事的真相，後來響命令他穿回机器人外壳，他照辦穿上机器人外壳後被我方全员當場痛殴。

### 彼特維修公司（ビーター・サービス）
蘭德·崔維斯（CV：川原慶久）
梅兒·彼特（CV：相澤舞）

### 榮耀之星（グローリー・スター）
小原節子（CV：高口幸子）
丹賽爾·哈曼（CV：石川ひろあき）
托比·華生（CV：近藤隆）

### 史考特研究所（スコート・ラボ）
克羅烏·布魯斯托（CV：上田祐司）
托萊雅·史考特（CV：久川綾）
瑪古莉特·皮斯提爾（CV：小島幸子）
愛絲達·艾魯哈斯（CV：互野千尋）

### 克羅諾（クロノ）
國王
克羅諾保守派的首領，真身是卡魯洛斯‧阿庫希翁二世的父親-卡魯洛斯‧阿庫希翁。
财富通天，但现在只是一个晚年丧子可怜老人。
皇后
擔任國王的女秘書，真身是茲妮·艾斯皮歐（ツィーネ・エスピオ）
柏葉真紀（CV：のぐちゆり）
負責照顧和響有同樣「血塗之眼」症狀患者的護士。
基本上都是以醫護的角度和響對話，不過話語中偶爾會蹦出幾句像在調戲對方樣子的話。
並不知道響是Z-BLUE的一員，但響不讓她過度擔心自己的安危，以參加義工社的理由讓她放心。
和响的关系非常紧密，一度可能是恋人。
在《天獄篇》表明，其真身是「克羅諾」改革派行動部隊的隊員，代號是白。由于亞德凡特的精神控制而对其拥有超乎想象的忠诚，并多次对响的反抗表示不能理解。
最终在和神城响的对决中被其亲手击溃，但留住了性命。结尾时可以确认存活，但失去了和响有关的全部记忆。
代號 藍（CV：新井良平）
克羅諾改革派行動部隊副隊長，在亞德凡特戰死後，於天獄篇初期同時擔任隊長代理。
之後同樣被亞德凡特的精神控制所影響將Z-BLUE視為敵人
最後為了保護亞德凡特被阿薩基姆擊墜戰死

### 星際軍事聯盟恆星（星間軍事連合サイデリアル）
奧斯特拉利斯（CV：堀秀行）
恆星的皇帝。拥有超乎想象的战斗力，可以用肉身空手接下杰尼昂GAI的攻击。
真身為《第2次Z》最终BOSS界王（次元将ヴァイシュラバ）的同伴，次元将威爾達克（ヴィルダーク）。
知道真化的秘密，但由于其种族的限制而无法习得，因此转而操纵次元兽战斗。
與界王一同對抗根源的災厄敗北後，為了得到更強的力量而與「奋起的射手之天體」天體共鳴而成為其持有者。为了对抗御使而假意投降，加入恒星组织。但真正目的是利用其强化力量，最终击败御使。
「奋起的射手之天體 （立ち上がる射手のスフィア）」的持有者。
在新地球皇国首都的决战后吸收手下三名共鸣者的天体，并在宇宙中再次出现向我方挑战。虽然他的力量变强了许多，但在掌握真化能力的Z-BLUE面前依然被彻底击败。之后天體被亞德凡特夺取，死亡。
専用BGM為

#### 杰米尼斯（ジェミニス）
卡德萊特·梅歐薩姆（CV：咲野俊介）
「互相敵視的雙子之天體（いがみ合うの双子のスフィア）」的原持有者。
杰米尼斯部队的隊長，无论生身战斗的能力还是驾驶机体的能力都是全队第一。但他喜愛怠惰和酒，平時泡在酒吧喝酒。就算是安娜蘿塔勸阻，本人也並不在意。
实际上杰米尼斯部队是其母星杰米奈（ジェミナイ）行星仅存的幸存者。该行星被恒星组织毀滅，虽然感到悔恨，但由于无力反抗而被迫加入其中。
身为杰米奈一族的男性，拥有将全身金属化的能力。因此可以和发动加速能力的响打成平手。
本来因為“原谅”与“愤怒”两種對立的情緒而能發動「互相敵視的雙子」天體。但母星被毁灭后，“原谅”变为了“无奈”，因此加大了冲突，从而得以使其觉醒天体的第三阶段。也因此不會再受到天體的副作用影響，甚至能夠不借助機體直接發動符合天體特性的能力。
原本負責監察時獄的設置，但因為目睹地球的和平，令持有无奈感的他心生妒忌，故多次暗中行動挑起地球圈的戰亂。
搭乘机体为集结了杰米奈行星最高技术结晶的「杰米尼亚」。
和杰尼昂的决战中，亞德凡特的挑拨令其心底的愤怒彻底压倒了无奈，使得双子天体的情感平衡崩溃，因此失去天体。之后被杰尼昂GAI击溃，战死……但在天獄篇證實生還。
天狱篇中因为得知了双胞胎女儿存活的消息而超越了曾经的愤怒与无奈，并数次帮助Z-BLUE，但在最终与新地球皇国的决战中被次元将威尔达克击败并被吸收，因此战死。
專用BGM為「LOST SOLDIERS」
安娜蘿塔·史特魯斯（CV：冨樫和美）
杰米尼斯部队的副隊長，性格冷靜沉著，擁有一流的操縱技術。
對於毀滅地球的行為感到矛盾。
和神城响在互相不知道对方身份的情况下相遇，相谈甚欢，并认为响与卡德莱特非常相似。
杰米奈一族最後的女性，其誕下的孩子會100%會繼承其因子。故事后期怀上了卡德莱特的孩子。
在决戰前應卡德莱特的要求前往地球避难，但在卡德萊特戰死的同時，被尸空抹殺。天狱篇中得知其遺下了雙胞胎女兒安娜與蘿塔。

#### 鬼宿
尸空（CV：坂口候一）
「沉默的巨蟹之天體（沈黙の巨蟹のスフィア）」的持有者。
和杰米尼斯部队同屬組織——恆星。所屬的單位部門叫做鬼宿，但本組織的目的和全貌依然不明。
典型的無口男。由于其天体的特性，无论战斗还是平时都完全不能表现出情感。
似乎遵循某個命令，為了處刑安娜蘿塔而來到地球，雖然殺死了安娜蘿塔。卻沒有殺死她的雙胞胎女兒安娜與蘿塔。在時之牢獄要被破壞的前一刻來到了地球人的面前。
天狱篇中说明其为住在银河边境的“鬼宿”一族的族长。鬼宿的责任是处理生与死之间的平衡，因此族人永远处在生与死之间。
过去，鬼宿全族几乎被御使毁灭，尸空不得已才率领一族的残存者加入御使。然而其加入的目的是为了伺机反抗，由此修复鬼宿一族被扭曲的宿命职责。因此，他知道威尔达克的计划。
在新地球皇国首都的决战后自愿将天体献给威尔达克，以助其达成愿望。本人就此死亡。
但因为其种族特性，死亡后他的灵魂依然徘徊在现世与死亡之间，并成功的引导了之后死亡的威尔达克。
专用机体为「尸逝天」。
專用BGM為
尸刻（CV：庄司宇芽香）
鬼宿的副隊長。黑衣黑发的美女，但身边总萦绕着死气。
尸空的妹妹。

#### ハイアデス
斯特劳斯 / 艾爾娜魯娜·邦斯特劳斯（CV：山崎和佳奈）
以牛型全身机械铠覆盖全身的谜样人物，通过外部扬声器发出的机械声音与他人交流。无人知道其真实身份。
心思慎密，同時擅長策劃並且實行大膽作戰的謀將。個性極度铁血好戰。
恆星的ハイアデス部隊隊長，同時是新地球皇國攻擊部隊司令官。
鎧甲下的真面目是一個臉上有雀斑的金髮巨乳美女。
加入恒星前是在宇宙流浪的战斗集团【】的公主。因为其父亲被御使所杀，所以成为新任当主，并从此率部加入。加入的原因是为了伺机报仇，因此和威尔达克结成共同战线。
「纵欲的金牛之天體（欲深な金牛のスフィア）」的持有者。
因为和狮子天体的良好相性以及个人的喜好，而对兰德穷追不舍。称兰德为“亲爱的”（Darling）。
在新地球皇国首都的决战后自愿将天体献给威尔达克，以助其达成愿望。本人就此死亡。
專用機為战舰「普雷安迪斯·塔烏拉(プレイアデス・タウラ)」
専用BGM為
達巴蘭·塔烏（CV：高塚正也）
斯特劳斯的左右手，對戰鬥感到狂熱的副隊長
对斯特劳斯充满信赖与敬重。当其摘下面具后转变为狂热的爱慕。

#### 心宿二（アンタレス）
巴爾比耶爾·毒·针（CV：岸尾大輔）
恆星的安塔利斯部隊隊長，原本是另一個平行世界的地球人，後來在「恆星」進攻下而敗北，由於自己的悲傷與憤怒轉化為憎恨，而與「怨嗟的魔蠍」天體共鳴而正式成為其持有者
个性極為卑劣，憎恨自己以外的一切。擅長使用納米機械與藥物操控別人。
在“连狱篇”中曾经隐藏身份和节子同行，因此两人有着说不清楚的关系。同时，两人的天体恰好也是能够互相克制的。
「怨嗟的魔蠍之天體（怨嗟の魔蠍のスフィア）」的持有者。
“巴尔比耶尔·毒·针”这个名字是他的天体的洗礼名，使用这个天体的人都拥有这个名字，其本名不明。连狱篇中节子曾给装作失忆的他起名“奥利昂（Orion，猎户星）”，但其并不接受。使用洗礼名的原因是因为其对御使的强大力量充满向往，希望脱离“人”的身份。也因此，威尔达克并没有告诉他自己的真正目的。
在新地球皇国首都的决战后，试图掩护出现的威尔达克撤退，但反被其夺取天体，并就此在不理解中死亡。
專用機為「骯·阿雷斯(アン・アーレス)」
專用BGM為
薩爾提亞斯·亞庫斯（CV：置鮎龍太郎）
部隊副隊長，带队歼灭巴尔比耶尔母星的直接指挥官。
和巴尔比耶尔的上下级关系相当微妙。

### 御使（御使い）
亞德凡特（CV：諏訪部順一）
謎樣的金髮美男子，表情几乎永远在微笑。
時獄篇登場時自稱神祕組織「克羅諾」改革派行動部隊的隊長。
時常在重要時刻幫助響。但真實目的不明。
對卡德萊特的決戰時現身，為幫助響突破困境而自願犧牲生命引發傑尼歐·GAI的真正力量，最後對響說出「我是…你的…」就此殞命。
天獄篇證實生還，但事實上就是神城響口中殺害其父親與姊姊，並使其患上血眼病的元凶“天使”。《再世篇》中被封印的阿薩基姆是由他釋放。
曾以人類肉身形態接下傑尼歐·GAI一擊而毫髮無損，並且以肉身姿態輕易地一擊破壞傑尼歐·GAI及神城響靈魂，使其精神崩潰。
為天獄篇的最終BOSS
真正身份為四名「御使」之一，司掌「喜悅」的「御使」。帮助响的目的只是为了对人类进行试验。
名字的意思是英文“降临”（Advent）。
專用機為「阿斯克勒庇斯」（アスクレプス）、「赫里歐斯」（ヘリオース）、「至高神Z」
專用BGM為「THE SON OF SUN」（直譯是太陽之子）、
憤怒的多庫特林（CV：石塚運昇）
司掌「憤怒」的「御使」。御使中的強硬派。
1億2千萬年前，在薩庫理法缺席的情況下提議把亞德凡特流放，並獲得天普蒂的贊同。
導致宇宙瀕臨毀滅的「巴力」的真身。原因是他與天普蒂一同毫無節制地滅絕生命。
名字的意思是英文“戒律”（Doctrine）。
哀傷的薩庫理法
司掌「哀傷」的「御使」。御使中的穩建派。
時獄篇特定關中開頭的謎樣字句，就是她的話語。
天狱篇揭示，烙印（Stigma）与时狱篇地球外的保护罩都是她的手笔。
实际上与其他御使一样高傲自大，保护地球的原因也只是为了自我满足。
名字的词源是英文“牺牲”（Sacrifice）。
快樂的天普蒂（CV：大和田仁美）
司掌「快樂」的「御使」。
化名蒂蒂（ティティ），以難民身份潛入Z-BLUE，并曾经说喜欢响。然而一切都只是她为了玩耍而伪装的。御使中個性最惡劣的一員，其所作所為完全是為了滿足的快樂而做。
1億2千萬年前，在薩庫理法缺席的情況下。覺得多庫特林把亞德凡特流放的提議很有趣，於是一同把亞德凡特流放。
導致宇宙瀕臨毀滅的「巴力」的真身。原因是她與多庫特林一同毫無節制地滅絕生命。
名字的词源是英文“诱惑”（Temptation）。

### 其他人
克勞迪雅·亞可（CV：川庄美雪）
「恆星」的天體研究員，在一年前被「恆星」綁架，而成為了「恆星」研究團隊的一員。
暗中喜歡克羅烏，但對方並不知道這件事。
後來在巴爾比耶爾的納米機械控制下被逼與克羅烏等人為敵，最後在節子的幫助下成功擺脫了納米機械的控制，被摘除納米機械後失去了記憶，之後與反抗軍一同行動。
阿薩基姆·杜溫（CV：綠川光）
天獄篇藉亞德凡特幫助下解除封印。
一度和Z-BLUE暫時停火而短暫合作，但為自己的目的而和Z-BLUE衝突
在的對Z-BLUE進行決戰，由於不死身的特性使Z-BLUE陷入苦戰
藉Z水晶之力將他的不死身封印，Z-BLUE藉這機會而一口氣擊敗他
阿薩基姆落敗後，亞德凡特此時現身告知關於阿薩基姆的真相
事實是為另一個世界製造出來的至高神，接觸過阿卡西克紀錄，且擁有干涉因果能力的系統。漂流到這個世界的狩狼牙因為缺乏駕駛員，而運用存在於不同時間空間中同位體的知識製造出阿薩基姆。
不死身原因是因狩狼牙被御使之一的憤怒的多庫特林，解析一部份構造並改造成無限輪迴，利用狩狼牙探知與吸收天體的能力幫他們收集至高神四散的天體。所以當戰敗或死亡時，阿薩基姆會保留當下瞬間的記憶並而無限復活。
阿薩基姆知道真相後精神一大打擊，遭亞德凡特吸收成為至高神Z的素材之一：永恆的靈魂。其後幸運被喚醒，利用至高神的力量解除永恆的不死身，讓至高神Z產生缺陷。在故事最後一邊唱著魔裝機神主題曲的歌詞，一邊踏入未知的旅程。

## 本作機體
傑尼歐／傑尼歐·GAI／傑米尼歐·雷（Genion／Genion Glitter Armament Infinity／Geminion Ray）
響和涼音所搭乘的DEM 3號機。對應各種情況的高性能泛用機。
平时主要通过装备的光线枪与光束长刀来战斗。特定情况下可以将能量聚集在双手上爆发。
当響的精神状态非常激昂的时候可以变为GAI（=Glittering Armament Infinity／无限闪耀武装）形态。此状态下机体会大型化，武装也会完全强化，但有一分钟的时间限制。超过时间的话机体会彻底崩溃。另外GAI形态和卡特莱特的座机【杰米尼亚】外观非常相似。
后期获得双子天体之后去除了GAI模式一分钟的限制，但也因此，AG推测它本来就是为了抢夺双子天体而制造的。
制造者，出处，动力和所用的技术一概不明。AG似乎知道一些消息，但它守口如瓶。
原本預定的駕駛員是平行世界的自己：西條涼音。
第三形態傑米尼歐·雷的啟動條件是要持守者擁有超越希望與絕望兩種情感的第三種情緒狀態下才會啟動，並且會因持有天體者的思想決定，而完成最終形態的變形，並非單純的只是架構上的變化。本來變身的第三形態已因神城響的思想決定而完全改變，因此暫時不明。
天獄篇中AG揭露傑尼歐機體開發的原型機是《Z》最終頭目的搭乘機體。
剛烈翁·熔岩
《連獄篇》及《天獄篇》登場。蘭德和梅兒所搭乘的彼特維修公司的營業用道具據點。戰鬥型態中擁有變形機能
經由天體「負傷的"獅子"（傷だらけの獅子）」的覺醒及剛烈翁的意志，能夠長時間使用熔岩模式（マグナモード）（兰德称为“不认输模式”）
全身包著火焰般的波動（但不是真的火焰，梅兒說沒有熱度）。蘭德沒有搭乘剛烈翁時會解除熔岩模式，這樣停放在格納庫時就不會引起問題。
其他譯名：鋼獅子·熔岩
巴爾葛拉·榮耀S（Virgola Glory S）
《連獄篇》及《天獄篇》登場。因某種原因落入恆星（サイデリアル）组织的手中，經由恆星的技術家們的改造，為了將V浮空系統（VWFS=V Wing Flight System）的出力增加，追加了新的噴射器，使速度大幅提升
然後對天體的研究比地球更上一層的恆星，为追加了天體的制御系統。這樣能夠有效率引出次元力的同時也能夠將使用者的意志直接傳給天體，使節子能比以前跟天體更加一體化，引發出比原来更加破格的攻擊力。
利·普拉斯達T（Li Brasta T）
《連獄篇》及《天獄篇》登場。將格鬥戰用的利·普拉斯達R（RED）跟射擊戰用的利·普拉斯達B（BLUE）統合在一起，所完成利·普拉斯達的最終完成型，名稱的「T」為「Trial（試驗或试炼）」的意思。
裝備了BLUE的小型化的SPIGOT「空間機率領域干涉器」 及「AX99-RAPTOR（次世代兵器研究用新型加速槍試驗型）」和活用RED的資料將機體的裝甲及關節強化，使其可以同时对应格鬥戰与射击战。天體的事象制御也被積極的反應在武裝上，使克羅烏能夠更積極的活用兩方面的戰鬥風格，結果，機體基礎能力上升，能發揮出的战斗力更在RED及BLUE之上。
狩狼牙·罪（Syuroga Sin）
《天獄篇》登場。受ZONE的次元力和四個天體的覺醒所影響的新型態

## 主題曲
由JAM Project負責本作的主題曲和片尾曲。
時獄篇
- 片頭曲

作詞、作曲：影山浩宣 / 編曲：寺田志保、栗山善親 / 主唱：JAM Project
- 片尾曲「PRAY FOR YOU」

主唱：JAM Project
天獄篇
- 片頭曲

主唱：JAM Project
- 片尾曲「END OF HEAVEN」

主唱：JAM Project

## 腳註

### 註解
1. ↑  實際最終話後還有一段情節要與原創敵人戰鬥。
2. ↑  即由2001的播放的《驚爆危機》至2005年播放的《驚爆危機 The Second Raid》前後三部作品
3. ↑  占領區域：北歐、俄羅斯、中亞、印度、中東、非洲、南美洲、大洋洲、北極、南極。

## 外部連結
- 第3次超級機械人大戰Z 時獄篇 官方網站 （页面存档备份，存于）
- 第3次超級機械人大戰Z 天獄篇 官方網站 （页面存档备份，存于）